# SummerSlam (1998)
SummerSlam (1998) — PPV-шоу, проводимое World Wrestling Federation. Шоу прошло 30 августа 1998 года в «Мэдисон-сквер-гарден» в Нью-Йорке. Это 10-е ежегодное шоу SummerSlam. На шоу прошло 8 матчей и было разыграно 4 чемпионских титула.
Главным событием шоу стал поединок за титул чемпиона WWF между, Стивом Остином и Гробовщиком. Остин выиграл матч удержанием, после того как провел Stunner, тем самым защитив свой титул чемпиона WWF. Так же на этом шоу проводился бой с лестницами за титул интерконтинентального чемпиона WWF между Трипл Эйч и обладателем титула Скалой, в этом матче победил Трипл Эйч.

## Результаты
| №                             | Матч | Тип матча                                                          | Время |
| ----------------------------- | --- | ------------------------------------------------------------------ | ----- |
| 1                             | Ди’Ло Браун (с) победил Вэла Вениса | Матч за титул чемпиона Европы WWF                                  | 15:24 |
| 2                             | «Странности» (Куррган, Голга и Гигант Силва) (с Луной Вашон и The Insane Clown Posse) победили «Кайентай» (Така Митиноку, Дик Того, Мэнс Тейо и Со Фунаки) (с Ямагучи-сан) | Гандикап-матч                                                      | 10:10 |
| 3                             | Икс-пак (с Говардом Финкелем) победил Джеффа Джарретта (с «Южным правосудием» (Марк Центербери и Дэнис Найт))                                                              | Матч «Волосы против волос»                                         | 11:11 |
| 4                             | Эдж и Сейбл победили Марка Меро и Жаклин | Смешанный командный матч                                           | 08:26 |
| 5                             | Кен Шемрок победил Оуэна Харта | Поединок «Логово льва»                                             | 09:16 |
| 6                             | «Изгои нового века» (Билли Ганн и Роад Догг) победили Мэнкайнда (c) | Гандикап-матч без дисквалификации за титул командных чемпионов WWF | 05:16 |
| 7                             | Трипл Эйч (с Чайной) победил Скалу (c) (c Марком Генри) | Матч с лестницами за титул интерконтинентального чемпиона WWF      | 26:01 |
| 8                             | Стив Остин (c) победил Гробовщика | Матч за титул чемпиона WWF                                         | 20:52 |
| (c) – чемпион на начало матча | |                                                                    |       |